# 第12普通科連隊
第12普通科連隊（だいじゅうにふつうかれんたい、JGSDF 12th Infantry Regiment）は、陸上自衛隊国分駐屯地（鹿児島県霧島市）に駐屯する第8師団隷下の普通科連隊である。

## 概要
連隊長は1等陸佐（二）が充てられ、国分駐屯地司令を兼ねる。連隊本部、本部管理中隊、4個普通科中隊および重迫撃砲中隊から編成される。
警備隊区は薩摩川内市（甑島列島含む）・奄美大島・喜界島を除く鹿児島県全域（本土・大隅諸島・トカラ列島・奄美群島の一部）。隊区内には多数の離島、および活火山を有することから、73式装甲車が配備される。
2006年（平成18年）度は1個中隊を米国海兵隊に派遣、離島潜入や奪還の訓練を実施している。

## 沿革
- 1950年（昭和25年）12月1日：警察予備隊（鹿屋部隊）が鹿屋に駐屯[3]。

第12連隊
- 1951年（昭和26年）5月1日：鹿屋部隊を母体に警察予備隊第4管区隊第12連隊が鹿屋駐屯地に編成。第3大隊は熊本駐屯地に配置[4]。
- 1952年（昭和27年）
  - 1月19日：第12連隊第3大隊（熊本駐屯地）が第10連隊第2大隊に、第10連隊第3大隊（針尾駐屯地）が第12連隊第3大隊に改称。
  - 8月5日：第12連隊第2大隊が鹿屋駐屯地から都城駐屯地へ移駐[5]。

第12普通科連隊
- 1954年（昭和29年）7月1日：陸上自衛隊発足により、第12連隊（鹿屋駐屯地）が第12普通科連隊に称号変更。
- 1955年（昭和30年）11月21日：第12普通科連隊が鹿屋駐屯地から国分駐屯地に移駐し、連隊長が国分駐屯地司令に職務指定。
- 1956年（昭和31年）
  - 1月26日：南九州を担当とする第8混成団の編成に伴い、第8混成団長に隷属[6]。
  - 12月11日：第4大隊が国分駐屯地から北熊本駐屯地に移駐。
- 1962年（昭和37年）8月15日：第8混成団の第8師団への改編により、連隊再編。連隊本部、本部管理中隊、4個普通科中隊および重迫撃砲中隊編成となる。

1. 第12普通科連隊第2大隊（都城駐屯地）を母体として第43普通科連隊が都城駐屯地において編成完結。
2. 第12普通科連隊第4大隊（北熊本駐屯地）を母体として第42普通科連隊が北熊本駐屯地において編成完結。

- 1990年（平成02年）3月26日：第8師団の近代化改編により、自動車化連隊へ改編。
- 1996年（平成08年）3月29日：部隊新編等。

1. 第8対戦車隊の廃止に伴い、対戦車中隊を新編。
2. 120mm迫撃砲 RTが重迫撃砲中隊に、各普通科中隊に81mm迫撃砲 L16、高機動車、89式5.56mm小銃が配備。

- 2005年（平成17年）3月28日：部隊改編。

1. 第8師団の近代化改編により、軽装甲機動車、01式軽対戦車誘導弾が配備。
2. 後方支援体制変換に伴い、整備部門を第8後方支援連隊第2整備大隊第1普通科直接支援中隊へ移管。

- 2018年（平成30年）3月20日：対戦車中隊を廃止[7]。

## 部隊編成
- 第12普通科連隊本部
- 本部管理中隊「12普-本」
  - 中隊本部
  - 連隊本部班：82式指揮通信車
  - 対戦車小隊：中距離多目的誘導弾
  - 情報小隊：軽装甲機動車、偵察用オートバイ
  - 施設作業小隊：小型ドーザ、資材運搬車
  - 通信小隊
  - 補給小隊：3 1/2tトラック
  - 衛生小隊：1トン半救急車
  - 狙撃班
- 第1普通科中隊「12普-1」：73式装甲車、高機動車、81mm迫撃砲 L16、01式軽対戦車誘導弾
- 第2普通科中隊「12普-2」：高機動車、81mm迫撃砲 L16、01式軽対戦車誘導弾
- 第3普通科中隊「12普-3」：軽装甲機動車、81mm迫撃砲 L16、01式軽対戦車誘導弾
- 第4普通科中隊「12普-4」：軽装甲機動車、81mm迫撃砲 L16、01式軽対戦車誘導弾
- 重迫撃砲中隊「12普-重」：120mm迫撃砲 RT、軽装甲機動車

## 整備支援部隊
- 第8後方支援連隊第2整備大隊第1普通科直接支援中隊「8後支-2-1普」（国分駐屯地）：2005年（平成17年）3月28日から

## 主要幹部
| 官職名                             | 階級    | 氏名     | 補職発令日     | 前職                                       |
| ---------------------------------- | ------- | -------- | -------------- | ------------------------------------------ |
| 第12普通科連隊長 兼 国分駐屯地司令 | 1等陸佐 | 村山正人 | 2023年08月29日 | 陸上幕僚監部運用支援・訓練部訓練課総括班長 |

| 代 | 氏名                   | 在職期間                        | 前職                                              | 後職                                        |
| -- | ---------------------- | ------------------------------- | ------------------------------------------------- | ------------------------------------------- |
| 01 | 高尾恭三 （2等警備正） | 1951年05月01日 - 1951年10月15日 |                                                   | 警察予備隊総隊総監部勤務                    |
| 02 | 衛藤武 （2等警備正）   | 1951年12月12日 - 1952年06月10日 | 第一幕僚監部第3部附                               | 第4管区総監部人事部長                       |
| 03 | 菅谷義夫 （1等保安正） | 1952年06月11日 - 1954年06月30日 | 第1管区総監部管理部長                             | 第1管区総監部付                             |
| 04 | 畦地清春               | 1954年07月01日 - 1955年03月15日 |                                                   | 陸上自衛隊富士学校普通科部教育課長          |
| 05 | 島貫重節               | 1955年03月16日 - 1956年08月15日 | 陸上幕僚監部監理部附                              | 陸上幕僚監部所属 統合幕僚会議事務局派遣勤務 |
| 06 | 益田兼利               | 1956年08月16日 - 1958年07月31日 | 陸上幕僚監部第4部企画班長                         | 陸上幕僚監部第3部防衛班長                   |
| 07 | 小林忠男               | 1958年08月01日 - 1960年05月31日 | 自衛隊山口地方連絡部長                            | 第12普通科連隊付                            |
| 08 | 穂村春利               | 1960年06月01日 - 1962年03月15日 | 第3教育団本部訓練科長                             | 第4管区総監部幕僚長                         |
| 09 | 木下西舟               | 1962年03月16日 - 1963年12月11日 | 陸上自衛隊幹部候補生学校学生隊長                  | 第4師団司令部付                             |
| 10 | 太田貞保               | 1964年03月16日 - 1966年07月15日 | 陸上自衛隊業務学校人事教育課長                    | 東部方面総監部付                            |
| 11 | 岡元功                 | 1966年07月16日 - 1969年03月16日 | 陸上自衛隊富士学校 機甲科教育部副部長 兼 教務課長 | 福岡駐とん地業務隊長                        |
| 12 | 志垣大吉               | 1969年03月17日 - 1970年07月15日 | 陸上自衛隊富士学校勤務                            | 陸上自衛隊幹部学校学校教官                  |
| 13 | 楠木宏                 | 1970年07月16日 - 1972年07月16日 | 真駒内駐とん地業務隊長                            | 陸上自衛隊少年工科学校生徒隊長              |
| 14 | 時任純一郎             | 1972年07月17日 - 1974年07月15日 | 西部方面総監部業務室長                            | 西部方面総監部監察官                        |
| 15 | 六反園敏男             | 1974年07月16日 - 1976年03月15日 | 防衛研修所所員                                    | 第2師団司令部幕僚長                         |
| 16 | 南敏彌                 | 1976年03月16日 - 1977年07月31日 | 陸上幕僚監部第2部保全班長                         | 第13師団司令部幕僚長                        |
| 17 | 山本英一               | 1977年08月01日 - 1979年03月15日 | 陸上自衛隊富士学校普通科部 教育課長               | 第1師団司令部幕僚長                         |
| 18 | 橋口茂                 | 1979年03月16日 - 1981年03月15日 | 陸上幕僚監部防衛部運用課 運用第2班長              | 防衛研修所所員                              |
| 19 | 谷希夫                 | 1981年03月16日 - 1983年03月15日 | 自衛隊京都地方連絡部募集課長                      | 陸上幕僚監部人事部人事計画課 予備自衛官班長 |
| 20 | 林大八                 | 1983年03月16日 - 1985年08月07日 | 陸上自衛隊少年工科学校 第1教育部長                | 陸上自衛隊調査学校研究員                    |
| 21 | 渡邊信利               | 1985年08月08日 - 1987年07月06日 | 陸上幕僚監部人事部補任課 人事第1班長              | 東部方面総監部幕僚副長 （陸将補昇任）       |
| 22 | 中島攻                 | 1987年07月07日 - 1989年03月31日 | 陸上自衛隊化学学校研究員                          | 陸上幕僚監部装備部武器・化学課 化学室長     |
| 23 | 奥村修一               | 1989年04月01日 - 1991年07月31日 | 西部方面総監部人事部人事課長                      | 海田市駐屯地業務隊長                        |
| 24 | 橋本和夫               | 1991年08月01日 - 1993年11月30日 | 第12師団司令部第3部長                             | 陸上幕僚監部防衛部研究課 分析室長           |
| 25 | 林直人                 | 1993年12月01日 - 1995年06月29日 | 陸上幕僚監部人事部人事計画課 企画班長             | 陸上幕僚監部防衛部運用課長                  |
| 26 | 岩崎康夫               | 1995年06月30日 - 1998年06月30日 | 陸上幕僚監部防衛部研究課 総括班勤務               | 自衛隊鳥取地方連絡部長                      |
| 27 | 沼沢満                 | 1998年07月01日 - 2001年01月10日 | 陸上自衛隊富士学校主任教官                        | 陸上自衛隊幹部候補生学校学生隊長            |
| 28 | 吉田明生               | 2001年01月11日 - 2002年12月01日 | 陸上幕僚監部防衛部運用課 予備自衛官運用室長       | 西部方面総監部防衛部長                      |
| 29 | 川久保源映             | 2002年12月02日 - 2004年03月28日 | 陸上幕僚監部調査部調査課 調査運用室勤務           | 陸上幕僚監部調査部調査課 調査運用室長       |
| 30 | 保坂一彦               | 2004年03月29日 - 2006年03月26日 | 第1師団司令部第3部長                              | 陸上自衛隊研究本部主任研究開発官            |
| 31 | 高橋正州               | 2006年03月27日 - 2008年03月31日 | 第10師団司令部第3部長                             | 防衛大学校訓練部訓練課長                    |
| 32 | 岩村公史               | 2008年04月01日 - 2009年03月23日 | 陸上幕僚監部防衛部防衛課 編成班長                 | 陸上幕僚監部防衛部防衛課 防衛調整官         |
| 33 | 前田忠男               | 2009年03月24日 - 2010年07月25日 | 統合幕僚監部運用部運用第1課 防衛警備班長          | 陸上幕僚監部装備部装備計画課長              |
| 34 | 堀井泰蔵               | 2010年07月26日 - 2012年01月30日 | 陸上幕僚監部装備部装備計画課 後方計画班長         | 陸上幕僚監部運用支援・情報部 運用支援課長   |
| 35 | 照沼敏                 | 2012年01月31日 - 2014年03月25日 | 東部方面総監部防衛部訓練課長                      | 陸上自衛隊研究本部主任研究開発官            |
| 36 | 若松純也               | 2014年03月26日 - 2015年08月03日 | 陸上幕僚監部運用支援・情報部 運用支援課企画班長   | 陸上幕僚監部人事部募集・援護課長            |
| 37 | 根本正之               | 2015年08月04日 - 2018年03月26日 | 第12旅団司令部第3部長                             | 陸上自衛隊教育訓練研究本部 主任訓練評価官   |
| 38 | 渡辺亘紀               | 2018年03月27日 - 2020年03月15日 | 北部方面総監部防衛部訓練課長                      | 陸上自衛隊教育訓練研究本部 主任訓練評価官   |
| 39 | 今井健太               | 2020年03月16日 - 2022年03月22日 | 陸上幕僚監部防衛部防衛課 業務計画班長             | 陸上幕僚監部装備計画部装備計画課長          |
| 40 | 古川琢弥               | 2022年03月23日 - 2023年08月28日 | 陸上幕僚監部装備計画部装備計画課 企画班長         | 陸上総隊司令部運用部副部長                  |
| 41 | 村山正人               | 2023年08月29日 -                | 陸上幕僚監部運用支援・訓練部訓練課 総括班長       |                                             |

## 主要装備
- 73式装甲車[2]
- 軽装甲機動車
- 高機動車
- 1/2tトラック / 73式小型トラック
- 1 1/2tトラック / 73式中型トラック
- 3 1/2tトラック / 73式大型トラック
- 89式5.56mm小銃
- 5.56mm機関銃MINIMI
- 84mm無反動砲
- 01式軽対戦車誘導弾
- 87式対戦車誘導弾
- 中距離多目的誘導弾
- 81mm迫撃砲 L16
- 120mm迫撃砲 RT

## 警備隊区
霧島市、鹿児島市、鹿屋市、枕崎市、阿久根市、出水市、指宿市、西之表市、垂水市、日置市、曽於市、いちき串木野市、南さつま市、志布志市、南九州市、伊佐市、姶良市、鹿児島郡（三島村、十島村）、薩摩郡さつま町、出水郡長島町、姶良郡湧水町、曽於郡大崎町、肝属郡（東串良町、錦江町、南大隅町、肝付町）、熊毛郡（中種子町、南種子町、屋久島町）、大島郡（徳之島町・天城町・伊仙町・和泊町・知名町・与論町）

## 廃止（改編）部隊
- 2005年（平成17年）3月27日廃止
  - 第12普通科連隊本部管理中隊管理整備小隊「12普-本」（国分駐屯地）：整備部門を第8後方支援連隊第2整備大隊第1普通科直接支援中隊へ移管。
- 2018年（平成30年）3月19日廃止
  - 第12普通科連隊対戦車中隊「12普-対戦」（国分駐屯地）：